# 中川美柚
中川 美柚（なかがわ みゆ、2000年1月8日 - ）は、日本の女子バレーボール選手。

## 来歴
愛知県岡崎市出身。一人っ子。小学3年生のとき、バレーボールをやっていた両親の影響を受け自身もバレーボールを始めた。
2014年10月11〜19日に渡ってタイのナコンラチャシマで開催された第10回アジアユース 女子選手権大会（U-17）の代表メンバー12名に選出。全7試合にスターティングメンバーとして出場し攻守で存在感を発揮。自身もミドルブロッカー賞（2位）を獲得する活躍をみせ、日本チームの優勝に貢献した。
2018年1月25日、久光スプリングスへの入団内定が発表。
2019年、日本代表登録メンバーに選出された。
2019年7月12-21日に渡ってメキシコのレオンおよびアグアスカリエンテスで開催された第20回女子U20（ジュニア）世界選手権大会の代表メンバー12名に選出。日本チームの優勝に貢献した。
2020年、久光3年目では、オポジットとして試合に出場。インタビューでは、試合と練習では全然違っていて、試合でたくさん学べることがあり、試合で勝つことで自信にもつながると話した。
2022年、日本代表登録メンバーに選出された。AVCカップに出場し、チームは大会初優勝を果たした。
2025年5月4日、2024-25シーズン限りでの退団が発表された。同月26日にKUROBEアクアフェアリーズ富山入団が発表された。

## 選手としての特徴
2019年1月26日の試合後の記者会見で、久光製薬スプリングス監督の酒井新悟は、中川は高さがあり、サーブレシーブをし、ブロックも高さがあると評している。酒井はオポジットのポジションでサーブレシーブもさせながら育てたが、守れるだけではなく点数を取れる選手になることも要求するため、2020-21シーズンは前衛の時にサーブレシーブから外す方針で臨んだ。

## 所属チーム
- 岡崎市立小豆坂小学校（上地クラブ）[1]
- 岡崎市立南中学校[1]
- 東九州龍谷高等学校
- 久光スプリングス/SAGA久光スプリングス #24→#14→#3（2018-2025年）
- KUROBEアクアフェアリーズ富山（2025年-）

## 球歴
- 日本代表 （2019年、2022-2023年）
- 2014年 第10回アジアユース女子選手権大会（U-17）：優勝
- 2017年 平成29年度インターハイ：優勝[4]
- 2017年 第72回愛媛国体少年女子：2位[4]
- 2017年 第19回世界ジュニア女子選手権大会：3位[4]
- 2018年 第70回春の高校バレー：準優勝[4]
- 2019年 第20回世界ジュニア選手権大会：優勝[6]
- 2022年 AVCカップ：優勝

## 受賞歴
- 2014年 第10回アジアユース女子選手権大会（U-17）：ミドルブロッカー賞（2位）
- 2018年 第70回春の高校バレー：優秀選手賞[4]
- 2020年 女子U20世界選手権優勝：文部科学大臣賞受賞

## 個人成績
V.LEAGUEの個人成績は下記の通り（ファイナルステージ、VCup含む）。
| 大会            | チーム          | 出場     | 出場        | アタック | アタック | アタック | アタック | バックアタック | バックアタック | バックアタック | バックアタック | アタック 決定本数 | ブロック | ブロック       | サーブ | サーブ         | サーブ   | サーブ | サーブ | サーブ   | サーブレシーブ | サーブレシーブ | サーブレシーブ | サーブレシーブ | 総得点      | 総得点      | 総得点   | 総得点      |
| --------------- | --------------- | -------- | ----------- | -------- | -------- | -------- | -------- | -------------- | -------------- | -------------- | -------------- | ----------------- | -------- | -------------- | ------ | -------------- | -------- | ------ | ------ | -------- | -------------- | -------------- | -------------- | -------------- | ----------- | ----------- | -------- | ----------- |
| 大会            | チーム          | 試 合 数 | セ ッ ト 数 | 打 数    | 得 点    | 失 点    | 決 定 率 | 打 数          | 得 点          | 失 点          | 決 定 率       | セ ッ ト 平 均    | 得 点    | セ ッ ト 平 均 | 打 数  | ノ 丨 タ ッ チ | エ 丨 ス | 失 点  | 効 果  | 効 果 率 | 受 数          | 成 功 ・ 優    | 成 功 ・ 良    | 成 功 率       | ア タ ッ ク | ブ ロ ッ ク | サ 丨 ブ | 得 点 合 計 |
| V1 2021-22      | 久光            | 33       | 120         | 599      | 213      | 25       | 35.6     | 14             | 0              | 2              | 0.0            | 1.77              | 34       | 0.28           | 452    | 9              | 16       | 26     | 138    | 11.7     | 637            | 323            | 134            | 61.2           | 213         | 34          | 25       | 272         |
| V1 2020-21      | 久光            | 28       | 63          | 370      | 126      | 21       | 34.1     | 8              | 1              | 0              | 12.5           | 2.00              | 24       | 0.38           | 257    | 1              | 6        | 9      | 60     | 7.7      | 387            | 168            | 107            | 57.2           | 126         | 24          | 7        | 157         |
| V1 2019-20      | 久光            | 24       | 60          | 154      | 49       | 4        | 31.8     | 2              | 1              | 0              | 50.0           | 0.82              | 7        | 0.12           | 36     | 0              | 5        | 2      | 17     | 24.3     | 73             | 23             | 33             | 54.1           | 49          | 7           | 5        | 61          |
| V1 2018-19      | 久光            | 13       | 32          | 65       | 24       | 6        | 36.9     | 1              | 0              | 0              | 0.0            | 0.75              | 7        | 0.22           | 47     | 0              | 0        | 3      | 8      | 2.7      | 115            | 33             | 42             | 47.0           | 24          | 7           | 0        | 31          |
| 通算：4シーズン | 通算：4シーズン | 98       | 275         | 1188     | 412      | 56       | 34.7     | 25             | 2              | 2              | 8.0            | 1.50              | 72       | 0.26           | 792    | 10             | 27       | 40     | 223    | 10.4     | 1212           | 547            | 316            | 58.2           | 412         | 72          | 37       | 521         |

## 出演
YouTube 
- 久光スプリングス『中川美柚選手 ファンの皆様へメッセージ』（2020年6月28日）
- 久光スプリングス『【ワタシらの時代】令和を生き抜く女子たちのリアル』（2021年3月17日）